# Pheidole sinica
Pheidole sinica är en myrart som först beskrevs av Wu och Wang 1992.  Pheidole sinica ingår i släktet Pheidole och familjen myror. Inga underarter finns listade i Catalogue of Life.